# ИААФ Дијамантска лига 2017.
ИААФ Дијамантска лига 2017. је 8. сезона Дијамантске лиге, која се у организацији ИААФ одржавала у периоду од 5. маја до 1. септембра 2017. године. Такмичење се састоји се од 14 једнодневних међународних атлетских митинга, која се одржавају на четири континента (2 у Азији, 1 у Африци, 1 у Америци и 10 у Европи).
Лига почиње у Дохи 5. маја, наставља се у Шангају, Јуџину, Риму, Ослу, Стокхолму, Паризу, Лозани, Лондону, Рабату, Монаку и Бирмингему. Финале је одржано сукцесивно 24.августа и 1. септембра 2017. године у Цириху и Бриселу.

## Дисциплине
| Спринт            | Средње стазе  | Дуге стазе | Препоне                                            | Скокови                                 | Бацања                                 |
| ----------------- | ------------- | ---------- | -------------------------------------------------- | --------------------------------------- | -------------------------------------- |
| 100 м 200 м 400 м | 800 м 1.500 м | 5.000 м    | 100 / 110 м препоне 400 м препоне 3.000 м препреке | Скок увис Скок мотком Скок удаљ Троскок | Бацање кугле Бацање диска Бацање копља |

## Систем бодовања
Од тридесет две дисциплине (шеснаест за мушкарце и шеснаест за жене) трке на 100 м, 200 м, 400 м, 800, 1.500 м, 100/110 м препоне и скок увис и скок мотком биће седам пута на програму а трке на 3.000/5.000 м, 400 м препоне, 3.000 м препреке и скок удаљ, троскок, бацање кугле, бацање диска и бацање копља биће пет пута на програму. Прва осам такмичара у свакој дисциплини добијају бодове.
1. место: 8 бодова
2. место: 7 бодова
3. место: 6 бодова
4. место: 5 бодова
5. место: 4 бода
6. место: 3 бода
7. место: 2 бода
8. место: 1 бод
По новим правилима такмичари који победе на финалним митинзима у Цириху и Бриселу освајају „Дијамантску трку енгл. The Diamond Race“.

## Календар такмичења
| #   | Датум        | Место     | Митинг                                 | 100 | 200 | 400 | 800 | 1.500 | 5.000 | 110пр | 400пр | 3.000пр | Вис | Мотка | Даљ | Троскок | Кугла | Диск | Копље |
| --- | ------------ | --------- | -------------------------------------- | --- | --- | --- | --- | ----- | ----- | ----- | ----- | ------- | --- | ----- | --- | ------- | ----- | ---- | ----- |
| 1.  | 5. мај       | Доха      | Супер гран при Катара                  | М   | Ж   | М   | Ж   | М     | М     | Ж     | Ж     | Ж       |     | Ж     |     | М       | Ж     |      | М     |
| 2.  | 13. мај      | Шангај    | Златни гран при Шангаја                | Ж   | М   | Ж   | М   | Ж     | Ж     | М     | М     |         | М   | М     | М   |         | Ж     | МЖ   |       |
| 3.  | 26./27. мај  | Јуџин     | Прифонтејн класик                      | М   | Ж   | М   | Ж   | М     | М     | Ж     | Ж     |         | Ж   | М     | Ж   | М       | М     |      | Ж     |
| 4.  | 8. јун       | Рим       | Голден Гала                            | Ж   | М   | Ж   | М   | Ж     | Ж     | М     |       | М       | Ж   | Ж     |     | Ж       | Ж     |      | М     |
| 5.  | 15. јун      | Осло      | Бислет игре                            | М   | Ж   | М   | Ж   | М     |       | Ж     | М     | Ж       | М   | Ж     | Ж   |         |       | МЖ   |       |
| 6.  | 18. јун      | Стокхолм  | ДН Галан                               | М   | Ж   | М   | Ж   | М     |       | М     | М     | М       | Ж   | Ж     | М   |         |       | МЖ   |       |
| 7.  | 1. јул       | Париз     | Митинг Арева                           | Ж   | М   | Ж   | М   | Ж     | М     | М     |       | Ж       | М   | М     |     | М       | Ж     |      | М     |
| 8.  | 6. јул       | Лозана    | Атлетисима                             | М   | Ж   | М   | Ж   | М     | М     | Ж     | Ж     |         | Ж   | М     | Ж   | М       | М     |      | Ж     |
| 9.  | 8./9. јул    | Лондон    | Лондонски гран при                     | Ж   | М   | Ж   | М   | Ж     |       | МЖ    | М     |         | Ж   | Ж     | Ж   |         |       | М    | Ж     |
| 10. | 16. јул      | Рабат     | Међународни атлетски митинг Мухамед VI | Ж   | М   | Ж   | М   | Ж     |       |       | Ж     | МЖ      | М   | М     | М   | Ж       | М     |      | Ж     |
| 11. | 21. јул      | Монако    | Митинг Монако                          | М   | Ж   | М   | Ж   | М     | Ж     | Ж     |       | М       | Ж   | М     |     | Ж       |       |      | М     |
| 12. | 20. август   | Бирмингем | Бритиш гран при                        | Ж   | М   | Ж   | М   | Ж     | Ж     | М     | Ж     |         | М   | Ж     | М   | Ж       | М     | Ж    |       |
| 13. | 24. август   | Цирих     | Велткласе                              | М   | Ж   | М   | Ж   | М     | М     | Ж     | М     | Ж       | М   | М     | М   | Ж       | Ж     |      | МЖ    |
| 14. | 1. септембар | Брисел    | Меморијал Ван Даме                     | Ж   | М   | Ж   | М   | Ж     | Ж     | М     | Ж     | М       | Ж   | Ж     | Ж   | М       | М     | МЖ   |       |

| М | Мушке дисциплине | Ж | Женске дисциплине |  | Финале |

## Резултати

### Мушкарци

#### Трчања
| #           | Митинг      | 100 м                                   | 200 м                                   | 400 м                                       | 800 м                            | 1.500 м/Миља                               | 5.000/3.000 м                        | 110 м п                                      | 400 м п                                     | 3.000 м пр                                 |
| 1.          | Доха        | Акани Симбинеб, · Сједињене Државе 9,99 | −                                       | Стивен Гардинер, · БАХ 44,60                | –                                | Елијах Мотонеи Манангои, · КЕН 3:31,90 СРС | Роналд Квемои, · КЕН 7:28,73 СРС     | –                                            | –                                           | −                                          |
| 2.          | Шангај      | Бингтјен Су, · КИН 10,09 ЛРС            | Ноа Лилс, · Сједињене Државе 19,90 =СРС | –                                           | Кипјегон Бет, · КЕН 1:45,15 ЛРС  | –                                          | −                                    | Омар Маклауд, · ЈАМ 13,09                    | Бершон Џексон, · Сједињене Државе 48,63 РМ  | –                                          |
| 3.          | Јуџин       | Рони Бејкер, · Сједињене Државе 9,86    | -                                       | Лашон Мерит, · Сједињене Државе 44,79       | -                                | Роналд Квемои, · КЕН 3:49,04 СРС, ЛР       | Мо Фара, · ВБ 13:00,70 СРС           | Омар Маклауд, · ЈАМ 13,01 СРС                | −                                           | −                                          |
| 4.          | Рим         | Чиџинду Уџах, · ВБ 10,02 ЛРС            | Андре де Грас, КАН 20,01 ЛРС            | –                                           | Адам Кшчот, · ПОЉ 1:45,96        | –                                          | –                                    | Аријес Мерит, · Сједињене Државе '13,13 =ЛРС | –                                           | Консеслус Кипруто, · КЕН 8:04,63 СРС       |
| 5.          | Осло        | Андре де Грас, · КАН 10,01 ЛРС          | –                                       | Баболоки Тебе, · БОЦ 44,95                  | –                                | Џејк Вајтман, · ВБ 3:34,17 ЛР              | –                                    | –                                            | Карстен Вархолм, · НОР 48,25 НР             | –                                          |
| 6.          | Стокхолм    | Андре де Грас, · КАН 9,69               | –                                       | Стивен Гардинер, · БАХ 44,58                | –                                | Тимоти Черијот, · КЕН 3:30,77 СРС          | –                                    | Орландо Ортега, · КУБ 13,09                  | Карстен Вархолм, · НОР 48,82                | Суфијан ел Bакали, · МАР 8:15,01           |
| 7.          | Париз       | –                                       | Рамил Гулијев, · ТУР 20,15              | –                                           | Најџел Ејмос, · БОЦ 1:44,24 ЛРС  | –                                          | Муктар Едрис, · ЕТИ 7:32,31 ЛР       | Роналд Леви, · ЈАМ 13,05 ЛР                  | –                                           | –                                          |
| 8.          | Лозана      | Џастин Гатлин, · Сједињене Државе 9,96  | –                                       | Ваиде ван Ниекерк, · ЈАФ 43,62 СРС, РДЛ, РМ | –                                | Аман Воте, · ЕТИ 3:32,20                   | Муктар Едрис, · ЕТИ 12:55,23 СРС, РМ | –                                            | Карим Хусеин, · ШВА 48,79 ЛРС               | –                                          |
| 9.          | Лондон      | Чиџинду Уџах, · ВБ 10,02 =ЛРС           | Амир Веб, · Сједињене Државе 20,13      | Мајкл Чери, · Сједињене Државе 45,02        | Најџел Ејмос, · БОЦ 1:43,18 СРС  | Крис О'Хер, · ВБ 3:34,75                   | Мо Фара, · ВБ 7:35,15 ЛРС            | Аријес Мерит, · Сједињене Државе 13,09 ЛРС   | Керон Клемент, · Сједињене Државе 48,02 ЛРС | –                                          |
| 10.         | Рабат       | Чиџинду Уџа, · ВБ 9,98 РМ               | Андре де Грас, · КАН 20,03              | –                                           | Најџел Ејмос, · БОЦ 1:43,91      | −                                          | Абдалати Игуидер, · МАР 7:37,82 ЛРС  | −                                            | –                                           | Соуфиане Ел Бакали, · МАР 8:05,12 ЛР       |
| 11.         | Монако      | Јусејн Болт, · ЈАМ 9,95 ЛРС             | –                                       | Вејд ван Никерк, · ЈАФ 43,73 РМ             | Емануел Корир, · КЕН 1:43,10 СРС | Елијах Мотонеи Манангои, · КЕН 3:28,80 СРС | –                                    | –                                            | –                                           | Еван Џегер, · Сједињене Државе 8:01,29 СРС |
| 12.         | Бирмингам   | –                                       | Рамил Гулијев, · ТУР 20,17              | –                                           | Најџел Ејмос, · БОЦ 1:44,50      | –                                          | Мо Фара, · ВБ 7:38,64                | Аријес Мерит, · Сједињене Државе 13,29       | –                                           | –                                          |
| 13.         | Цирих       | Чиџинду Уџа, · ВБ 9,97 (,968) ЛРС       | –                                       | Ајзак Маквала, · БОЦ 43,95                  | –                                | Тимоти Черијот, · КЕН 3:33,93              | Мо Фара, · ВБ 13:06,05               | –                                            | Кирон Макмастер, · АВО 48,07                | –                                          |
| 14.         | Брисел      | Јохан Блејк, · ЈАМ 10,02                | Ноа Лилс, · Сједињене Државе 20,00      | Лугелин Сантос, · ДОМ 45,67                 | Најџел Ејмос, · БОЦ 1:44,53      | Елијах Мотонеи Манангои, · КЕН 3:38,97     | –                                    | Сергеј Шубенков, · РУС 13,14                 | –                                           | Консеслус Кипруто, · КЕН 8:04,73           |
|             |             |                                         |                                         |                                             |                                  |                                            |                                      |                                              |                                             |                                            |
| Победник ДЛ | Победник ДЛ | Чиџинду Уџа, · ВБ                       | Ноа Лилс, · Сједињене Државе            | Ајзак Маквала, БОЦ                          | Најџел Ејмос, БОЦ                | Тимоти Черијот, · КЕН                      | Мо Фара, · ВБ                        | Сергеј Шубенков, · РУС                       | Кирон Макмастер, АДО                        | Консеслус Кипруто, · КЕН                   |

| Дисциплине на програму митинга које нису бодоване за Дијамантску лигу. |

#### Скокови и бацања
| #           | Митинг      | Скок увис                            | Скок мотком                               | Скок удаљ                              | Троскок                                                 | Бацање кугле                               | Бацање диска                   | Бацање копља                                    |  |  |
| 1.          | Доха        | Мутаз Еса Баршим, · КАТ 2,36 СРС     | –                                         | –                                      | Кристијан Тејлор, · Сједињене Државе 17,25              | –                                          | –                              | Томас Релер, · НЕМ 93,90 · СРС, РДЛ, РМ, НР, ЛР |  |  |
| 2.          | Шангај      | Мутаз Еса Баршим, · КАТ 2,33         | Сем Кендрикс, · Сједињене Државе 5,88 ЛРС | Луво Мањонга, · ЈАФ 8,61 РДЛ, РМ       | –                                                       | –                                          | Филип Миланов, · БЕЛ 63,94 ЛРС | −                                               |  |  |
| 3.          | Јуџин       | –                                    | Сем Кендрикс, · Сједињене Државе 5,86     | –                                      | Кристијан Тејлор, · Сједињене Државе 18,11 СРС, РДЛ, РМ | Рајан Кроусер, · Сједињене Државе 22,43 РМ | −                              | –                                               |  |  |
| 4.          | Рим         | –                                    | –                                         | –                                      | –                                                       | –                                          | –                              | Томас Релер, · НЕМ 90,30                        |  |  |
| 5.          | Осло        | Мутаз Еса Баршим, · КАТ 2,38 СРС, РМ | –                                         | –                                      | –                                                       | –                                          | Данијел Стахл, · ШВЕ 68,06     | –                                               |  |  |
| 6.          | Стокхолм    | –                                    | –                                         | Луво Мањонга, · ЈАФ 8,36               | –                                                       | –                                          | Фредрик Дакре, · ЈАМ 68,36     | –                                               |  |  |
| 7.          | Париз       | Мутаз Еса Баршим, · КАТ 2,35         | Сем Кендрикс, · Сједињене Државе 5,82     | –                                      | Кристијан Тејлор, · Сједињене Државе 17,29              | –                                          | –                              | Јоханес Фетер, · НЕМ 88,74                      |  |  |
| 8.          | Лозана      | –                                    | Сем Кендрикс, · Сједињене Државе 5,93 РМ  | –                                      | Педро Пабло Пичардо,, · КУБ 17,60 ЛРС                   | Рајан Кроусер, · НЕМ 22,39 РМ              | –                              | –                                               |  |  |
| 9.          | Лондон      | –                                    | –                                         | Џеф Хендерсон, · Сједињене Државе 8,17 | –                                                       | –                                          | Данијел Стахл, · ШВЕ 66,73     | –                                               |  |  |
| 10.         | Рабат       | Андриј Проценко, · ЈАФ 2,29          | Павел Војћеховски, · ПОЉ 5,85             | Рушвал Самаи, · ЈАФ 8,35               | −                                                       | Рајан Кроусер, · Сједињене Државе 22,47 РМ | −                              | –                                               |  |  |
| 11.         | Монако      | –                                    | Пјотр Лисек, · ПОЉ 5,85 =ЛР               | –                                      | –                                                       | –                                          | –                              | Томас Релер, · НЕМ 89,17                        |  |  |
| 12.         | Бирмингам   | Мутаз Еса Баршим, · КАТ 2,40 СРС, РМ | –                                         | Џарион Лосон, · Сједињене Државе 8,19  | –                                                       | Томас Волш НЗЛ, · 21,83                    | –                              | –                                               |  |  |
| 13.         | Цирих       | Мутаз Еса Баршим, · КАТ 2,33         | Сем Кендрикс, · Сједињене Државе 5,87     | Луво Мањонга, · ЈАФ 8,49               | –                                                       | –                                          | –                              | Јакуб Вадлејх, · ЧЕШ 88,50                      |  |  |
| 14.         | Брисел      | –                                    | –                                         | –                                      | Кристијан Тејлор, · Сједињене Државе 17,49              | Дарел Хил, · Сједињене Државе 22,44 РМ     | Андријус Гуџијус, · ЛИТ 68,16  | –                                               |  |  |
|             |             |                                      |                                           |                                        |                                                         |                                            |                                |                                                 |  |  |
| Победник ДЛ | Победник ДЛ | Мутаз Еса Баршим, · КАТ              | Сем Кендрикс, · Сједињене Државе          | Луво Мањонга, · ЈАФ                    | Кристијан Тејлор, · Сједињене Државе                    | Дарел Хил, · Сједињене Државе              | Андријус Гуџијус, · ЛИТ        | Јакуб Вадлејц, · ЧЕШ                            |  |  |

| Дисциплине на програму митинга које нису бодоване за Дијамантску лигу. |

### Жене

#### Трчања
| #            | Митинг       | 100 м                                       | 200 м                                                | 400 м                                          | 800 м                                             | 1.500 м                                    | 5.000/3.000 м                           | 100 м п                                      | 400 м п                                        | 3.000 м пр                                                  |
| 1.           | Доха         | –                                           | Елејн Томпсон, · ЈАМ 22,19 ЛРС                       | –                                              | Кастер Семења, · ЈАФ 1:56,61 СРС, РМ              | –                                          | –                                       | Кендра Харисон, · Сједињене Државе 12,59     | –                                              | Хивин Кијенг, · КЕН 9:00,12 СРС, РМ                         |
| 2.           | Шангај       | Елејн Томпсон, · ЈАМ 10,78 СРС              | –                                                    | Шони Милер-Уибо, · БАХ 49,77 СРС               | –                                                 | Фејт Кипјегон, · КЕН 3:59,22 СРС           | Хелен Обири, КЕН 14:22,47 СРС           | –                                            | –                                              | Рут Џебет, БХР 9:04,78 РМ                                   |
| 3.           | Јуџин        | Моролаке Акиносун, · Сједињене Државе 10,94 | Тори Боуи, · Сједињене Државе 21,77 СРС, РДЛ, РМ, ЛР | –                                              | Кастер Семења, · ЈАФ 1:57,78                      | Фејт Кипјегон, · КЕН 3:59,67               | Гензебе Дибабе, · ЕТИ 14:25,22          | Џазмин Стауерс, · Сједињене Државе 12,59 ЛРС | Ешли Спенсер, · Сједињене Државе 53,38 СРС, ЛР | Целипине Чептек Чеспол, · КЕН 8:58,78 СРС, СРЈ, АФР, НР, ЛР |
| 4.           | Рим          | Дафне Схиперс, · ХОЛ 10,99                  | –                                                    | Наташа Хејстингс, · Сједињене Државе 50,52 ЛРС | –                                                 | Сифан Хасан, · ХОЛ 3:56,22 СРС, РМ         | Хелен Обири, · КЕН 14:18,37 СРС, НР, ЛР | –                                            | Џанијев Расел, · ЈАМ 54,14 ЛРС                 | –                                                           |
| 5.           | Осло         | –                                           | Дафне Схиперс, · ХОЛ 22,31                           | –                                              | Кастер Семења, · ЈАФ 1:57,59                      | –                                          | –                                       | Памела Дуткивич, · НЕМ 12,73                 | –                                              | Нора Јеруто Тануи, · КЕН 9:17,27                            |
| 6.           | Стокхолм     | –                                           | Миријел Ауре, · ОБС 22,68 ЛРС                        | –                                              | Френсин Нијонсаба, · БУР 1:59,11                  | –                                          | –                                       | –                                            | –                                              | –                                                           |
| 7.           | Париз        | Елејн Томпсон, · ЈАМ 10,91                  | –                                                    | Новлин Вилијамс-Милс, · ЈАМ 51,03              | –                                                 | Сифан Хасан, · ХОЛ 3:57,10                 | –                                       | –                                            | –                                              | Беатрис Чепкоеч, · КЕН 9:01,69                              |
| 8.           | Лозана       | –                                           | Дафне Схиперс, · ХОЛ '22,10 ЛРС                      | –                                              | Френсин Нијонсаба, · БУР 1:56,82 ЛРС              | Гензебе Дибаба, · ЕТИ 4:16,05 СРС, РМ      | –                                       | Шарика Нелвис, · Сједињене Државе 12,53 ЛРС  | Ешли Спенсер, · Сједињене Државе 53,90         | –                                                           |
| 9.           | Лондон       | Елејн Томпсон, · ЈАМ 10,94                  | –                                                    | Алисон Филикс, · Сједињене Државе 49,65 СРС    | Чарлен Липси, · Сједињене Државе 1:59,43          | Хелен Обири, · КЕН 4:16,56 РМ, НР, ЛР      | –                                       | Кендра Харисон, · Сједињене Државе 12,39     | Џанијев Расел, · ЈАМ 54,02 ЛРС                 | –                                                           |
| 10.          | Рабат        | Елејн Томпсон, · ЈАМ 10,87 РМ               | –                                                    | Шони Милер-Уибо, · БАХ 49,80 РМ                | –                                                 | Ангелика Ћихоцка, · ПОЉ 4:01,93            | −                                       | −                                            | Зузана Хејнова, · ЧЕШ 54,22 ЛРС                | Геза Фелиците Краузе, · НЕМ 9:18,87                         |
| 11.          | Монако       | –                                           | Мари Жозе Та Лу, · ОБС 22,25                         | –                                              | Кастер Семења, · ЈАФ 1:55,27 СРС, РДЛ, РМ, НР, ЛР | –                                          | Хелен Обири, · КЕН 8:23,14 СРС          | Кендра Харисон, · Сједињене Државе 12,51     | –                                              | –                                                           |
| 12.          | Бирмингам    | Елејн Томпсон, · ЈАМ 10,93                  | –                                                    | Салва Ајд Насер, · БХР 50,59                   | –                                                 | Давит Сејаум, · ЕТИ 4:01,36                | Сифан Хасан, · ХОЛ 8:28,90 НР, РМ       | –                                            | Зузана Хејнова, · ЧЕШ 54,18 ЛРС                | –                                                           |
| 13.          | Цирих        | Кристаниа Вилијамс, · ЈАМ 11,07             | Шони Милер-Уибо, · БАХ 21,88 НР                      | –                                              | Кастер Семења, · ЈАФ 1:55,84                      | –                                          | –                                       | Сали Пирсон, · АУС 12,55 (,542)              | –                                              | Рут Џебет, · БХР 8:55,29 СРС, РМ                            |
| 14.          | Брисел       | Елејн Томпсон, · Сједињене Државе 10,92     | –                                                    | Шони Милер-Уибо, · БАХ 49,46 СРС               | –                                                 | Фејт Чепнгетич Кипјегон, · КЕН 3:57,04 ЛРС | Хелен Обири, · КЕН 14:25,88             | –                                            | Далила Мухамед, · Сједињене Државе 53,89       | –                                                           |
|              |              |                                             |                                                      |                                                |                                                   |                                            |                                         |                                              |                                                |                                                             |
| Победница ДЛ | Победница ДЛ | Елејн Томпсон, · ЈАМ                        | Шони Милер-Уибо, · БАХ                               | Шони Милер-Уибо, · БАХ                         | Кастер Семења, · ЈАФ                              | Фејт Кипјегон, · КЕН                       | Хелен Обири, · КЕН                      | Сали Пирсон, · АУС                           | Далила Мухамед, · Сједињене Државе             | Рут Џебет, · БХР                                            |

| Дисциплине на програму митинга које нису бодоване за Дијамантску лигу. |

#### Скокови и бацања
| #            | Митинг       | Скок увис                                 | Скок мотком                              | Скок удаљ                                    | Троскок                           | Бацање кугле                               | Бацање диска                  | Бацање копља                        |  |  |
| 1.           | Доха         | –                                         | Катерина Стефаниди, · ГРЧ 4,80 ЛРС       | –                                            | –                                 | Мишел Картер, · Сједињене Државе 19,32 ЛРС | –                             | –                                   |  |  |
| 2.           | Шангај       | −                                         | –                                        | −                                            | −                                 | Лиђао Гунг, · КИН 19,46 ЛРС                | Сандра Перковић, · ХРВ 66,94  | –                                   |  |  |
| 3.           | Јуџин        | Марија Ласицкене, · РУС 2,03 СРС, РМ, ЛР  | –                                        | Бритни Рис, · Сједињене Државе 7,01 СРС      | –                                 | –                                          | –                             | Тацјана Халадович, БЛР 66,30        |  |  |
| 4.           | Рим          | Марија Ласицкене, · РУС 2,00              | Катерина Стефаниди, · ГРЧ 4,85 СРС       | –                                            | Јулимар Рохас, ВЕН 14,84          | Лиђао Гунг, · КИН 19,56 ЛРС                | –                             | –                                   |  |  |
| 5.           | Осло         | –                                         | Јарислеј Силва, · КУБ 4,81 ЛРС           | Тијана Бартолета, · Сједињене Државе 6,79    | –                                 | –                                          | Сандра Перковић, · ХРВ 66,79  | –                                   |  |  |
| 6.           | Стокхолм     | Марија Ласицкене, · РУС 2,00              | Никол Бихлер, · ШВА 4,65 ЛРС             | –                                            | –                                 | –                                          | Јамиле Перез, · КУБ 67,92 ЛРС | –                                   |  |  |
| 7.           | Париз        | –                                         | –                                        | –                                            | –                                 | Лиђао Гунг, · КИН 19,14                    | –                             | –                                   |  |  |
| 8.           | Лозана       | Марија Ласицкене, · РУС 2,06 СРС, РДЛ, РМ | –                                        | Ивана Шпановић, · СРБ 6,79                   | –                                 | –                                          | –                             | Сара Колак, · ХРВ 68,43 СРС, РМ, НР |  |  |
| 9.           | Лондон       | Марија Ласицкене, · РУС 2,00              | Катерина Стефаниди, 4,81                 | Тијана Бартолета, · Сједињене Државе 7,01 РМ | –                                 | –                                          | –                             | Барбора Шпотакова, · ЧЕШ 68,26 РМ   |  |  |
| 10.          | Рабат        | –                                         | −                                        | –                                            | Катерин Ибаргвен, · КОЛ 14,51     | −                                          | –                             | Барбора Шпотакова, · ЧЕШ 63,73      |  |  |
| 11.          | Монако       | Марија Ласицкене, · РУС 2,05 РМ           | –                                        | –                                            | Катерин Ибаргвен, · КОЛ 14,86 ЛРС | –                                          | –                             | –                                   |  |  |
| 12.          | Бирмингам    | –                                         | Катарина Стефаниди, · ГРЧ 4,75           | –                                            | Катерин Ибаргвен, · КОЛ 14,51     | –                                          | Сандра Перковић, · ХРВ 67,51  | –                                   |  |  |
| 13.          | Цирих        | –                                         | Катерина Стефаниди, 4,87 =СРС, =РДЛ, =РМ | –                                            | Олга Рипакова, · КАЗ 14,55        | Лиђао Гунг, · КИН 19,60                    | –                             | Барбора Шпотакова, · ЧЕШ 65,54      |  |  |
| 14.          | Брисел       | Марија Ласицкене, 2,02                    | Катерина Стефаниди, 4,85                 | Ивана Шпановић, 6,70                         | –                                 | –                                          | Сандра Перковић, · ХРВ 68,82  | –                                   |  |  |
|              |              |                                           |                                          |                                              |                                   |                                            |                               |                                     |  |  |
| Победница ДЛ | Победница ДЛ | Марија Ласицкене, · РУС                   | Катерина Стефаниди, · ГРЧ                | Ивана Шпановић, · СРБ                        | Олга Рипакова, · КАЗ              | Лиђао Гунг, · КИН                          | Сандра Перковић, · ХРВ        | Барбора Шпотакова, · ЧЕШ            |  |  |

| Дисциплине на програму митинга које нису бодоване за Дијамантску лигу. |